# CQ Весов
CQ Весов (лат. CQ Librae) — одиночная переменная звезда в созвездии Весов на расстоянии (вычисленном из значения параллакса) приблизительно 37190 световых лет (около 11403 парсеков) от Солнца. Видимая звёздная величина звезды — от +16,2m до +15m.

## Характеристики
CQ Весов — пульсирующая полуправильная переменная звезда (SR:).